# Jésus parmi les docteurs (Ingres)
Jésus parmi les docteurs est une peinture à l'huile sur toile de Jean-Auguste-Dominique Ingres, commencée en 1845 et achevée en 1862. Cette œuvre est conservée au musée Ingres-Bourdelle de Montauban.

## Histoire

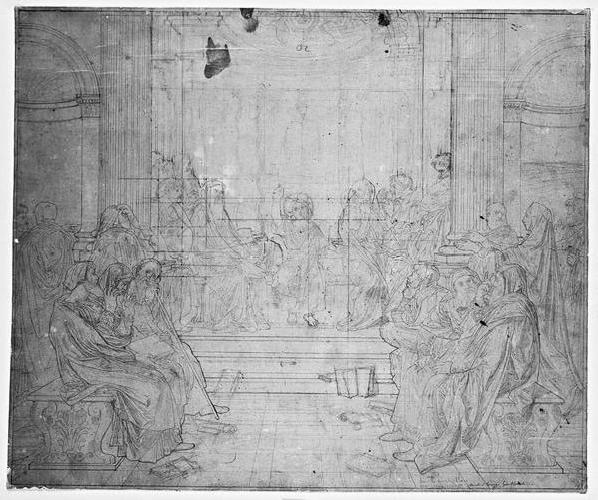
Étude pour la composition.

L'œuvre est commandée par le roi Louis-Philippe et la reine Marie-Amélie de Bourbon-Siciles pour la chapelle du château de Bizy dans l'Eure en hommage à leur fils, le duc Ferdinand-Philippe d'Orléans, mort en 1842.
Sa réalisation commence en 1845. En raison de la révolution de 1848 et de la chute de la monarchie de Juillet, le tableau n'est jamais livré au souverain. Ingres l'achève presque vingt ans plus tard, en 1862, quelques années avant sa mort. Faisant partie de son legs au musée de sa ville natale, il y est conservé avec quelques études préparatoires à l'huile et de nombreux dessins.

## Sujet
À la demande de la reine, Jean-Auguste-Dominique Ingres illustre l'épisode de Jésus parmi les docteurs tiré de l'Évangile selon Luc, selon lequel, lors d'un pèlerinage annuel pour la Pessa'h, Jésus, âgé de douze ans, est resté à Jérusalem et a été retrouvé par ses parents à l'intérieur du Temple de la ville, discutant de questions théologiques avec les docteurs. Le peintre s'est inspiré de L'École d'Athènes de Raphaël, l'artiste qu'il admire et a pris comme modèle tout au long de sa vie,.

### Récit évangélique
« Les parents de Jésus allaient chaque année à Jérusalem, à la fête de Pâque. Lorsqu’il fut âgé de douze ans, ils y montèrent, selon la coutume de la fête. Puis, quand les jours furent écoulés, et qu’ils s’en retournèrent, l’enfant Jésus resta à Jérusalem. Son père et sa mère ne s’en aperçurent pas. Croyant qu’il était avec leurs compagnons de voyage, ils firent une journée de chemin, et le cherchèrent parmi leurs parents et leurs connaissances. Mais, ne l’ayant pas trouvé, ils retournèrent à Jérusalem pour le chercher. Au bout de trois jours, ils le trouvèrent dans le temple, assis au milieu des docteurs, les écoutant et les interrogeant. Tous ceux qui l’entendaient étaient frappés de son intelligence et de ses réponses. Quand ses parents le virent, ils furent saisis d’étonnement, et sa mère lui dit : Mon enfant, pourquoi as-tu agi de la sorte avec nous ? Voici, ton père et moi, nous te cherchions avec angoisse. Il leur dit : Pourquoi me cherchiez-vous ? Ne saviez-vous pas qu’il faut que je m’occupe des affaires de mon Père ? Mais ils ne comprirent pas ce qu’il leur disait. Puis il descendit avec eux pour aller à Nazareth, et il leur était soumis. Sa mère gardait toutes ces choses dans son cœur. Et Jésus croissait en sagesse, en stature, et en grâce, devant Dieu et devant les hommes »

— Évangile selon Luc, 2:41-52, traduction Louis Segond (1910).

### Personnages
Lorsque Ingres reprend le tableau en 1862, il y introduit certains de ses proches : le docteur en vert à droite a pour modèle Théophile Gautier, poète et critique d'art  ; celui en violet, l'éditeur Magimel ; saint Joseph serait inspiré par le peintre Alexandre Desgoffe.

## Description
La scène se déroule à l'intérieur du Temple de Jérusalem, qui a l'apparence d'une église. Deux tablettes avec une écriture hébraïque sont disposées dans l'abside : sur l'une est inscrit le nom de Yahweh, tandis que l'autre comporte une phrase du livre de l'Exode : « Je suis l'Éternel, ton Dieu, qui t'ai fait quitter le pays d'Égypte ». Elle est encadrée par deux colonnes torses avec des décorations au centre, représentant des putti au milieu de la végétation, avec des lignes ondulées au-dessus et au-dessous. Ces colonnes rappellent celles d'une détrempe sur papier de Raphaël représentant le Temple de Jérusalem dont l'épisode en référence est la « guérison de l'infirme ».
Jésus se trouve au centre de la composition, au point de fuite, représenté en train de converser avec les docteurs du Temple, qui l'écoutent avec intérêt. À gauche, les parents de l'Enfant, Marie et Joseph, font irruption dans la composition, reconnaissables à leurs auréoles. Marie tend les bras à son fils, après l'avoir cherché pendant trois jours. Les personnages ont une certaine fixité « hiératique » dans l'expression des visages et dans les drapés. L'arrière-plan, qui avec les deux tablettes de l'abside symbolise l'Ancien Testament, ainsi que le côté gauche du tableau sont dans l'ombre, tandis que les personnages du côté droit sont illuminés, en particulier Marie.
Ingres met symboliquement l'accent sur la Vierge venant cherchant son enfant en référence à la reine Marie-Amélie qui a choisi l'épisode et qui vient de perdre son fils ainé.

## Réception
L'œuvre a été saluée par le critique Théophile Gautier.

## Dessins préparatoires

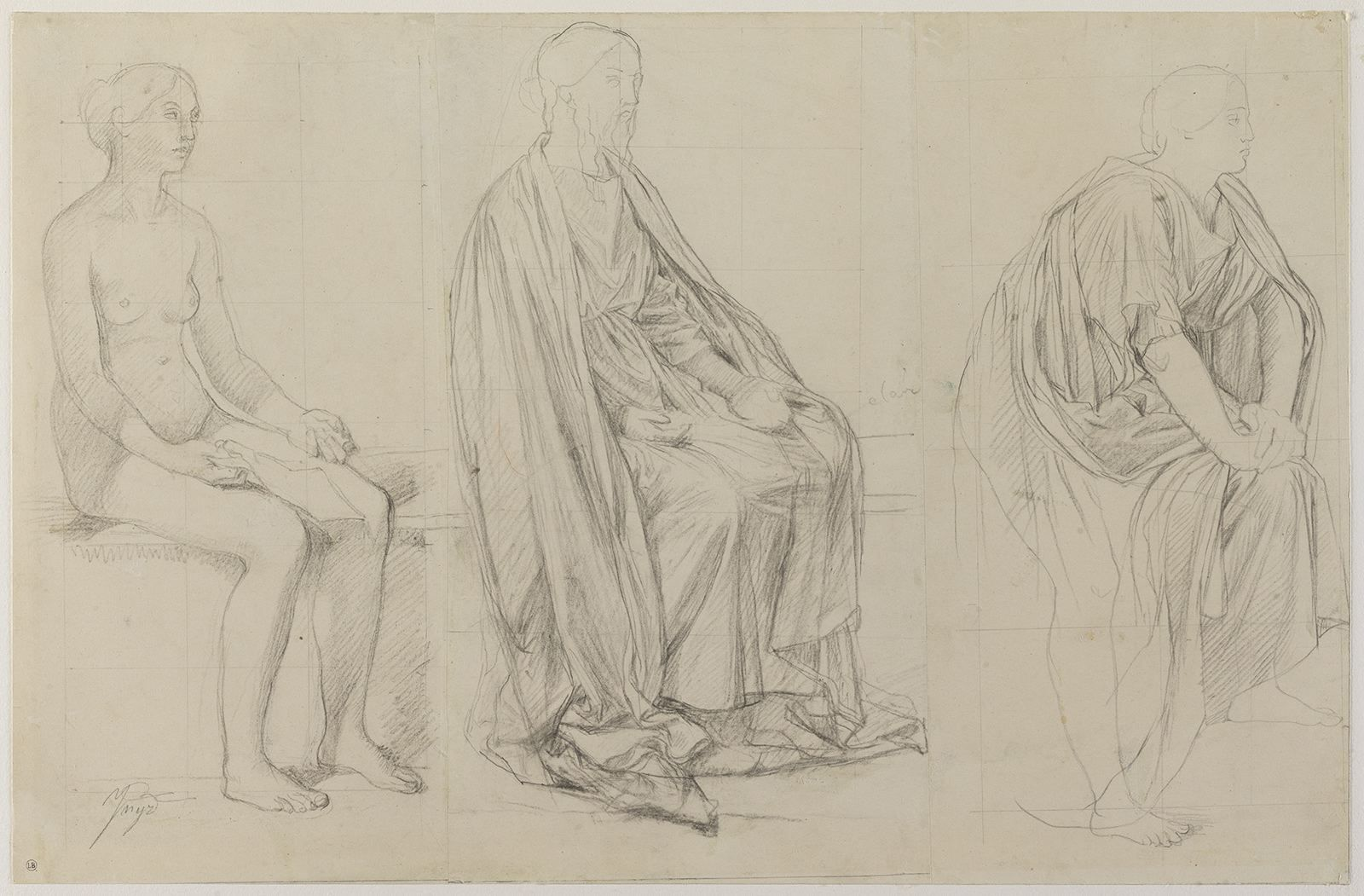
Étude révèlant l'utilisation d'un modèle féminin pour la figure d'un docteur.

Curieusement, certains dessins préparatoires, comme celui conservé au musée Bonnat-Helleu de Bayonne, révèlent que pour certaines des figures des docteurs Ingres a recouru à des femmes qui posaient comme modèles. Comme dans beaucoup de ses autres œuvres, il est parti de l'étude du nu et a d'abord étudié l'anatomie des sujets, pour ensuite continuer avec la construction des vêtements autour du corps.